# Szinyei Merse Pál Gimnázium
A Szinyei Merse Pál Gimnázium Budapesten már több mint 100 éve működik. Az épületet Hegedűs Ármin tervei alapján építették. A tanítás 1897-ben kezdődött, az akkori Budapest Székesfővárosi VI. kerületi Községi Elemi Népiskolában. Ma képzési struktúra alapján évfolyamonként 2-2 nyolcosztályos gimnáziumi osztállyal, a többi négyosztályos hagyományos gimnáziumi osztállyal működik. Ez utóbbiaknál specialitásuk az egyedi tantervű kémia–biológia, valamint a spanyol és német nyelvből a magas óraszámú oktatás. Nevét Szinyei Merse Pál festőművészről kapta.

## Története
1896. június 26-án tartották a Budapest Székesfővárosi VI. kerületi Községi Elemi Népiskola épületének alapkőletételét. A következő év szeptember elsején megkezdték a tanítást.
Az 1897/98-as tanévben a tanulói létszám 1440 fő (12 fiúosztály, 10 leányosztály, 22 kinevezett tanító) volt.
Az 1900/01-es tanévben a tanulói létszám 1711 fő, az intézmény külön leány- és fiúiskolává alakult. A következő tanévben a főváros kísérletképpen ebben az iskolában szervezett először napköziotthont. 1903-ban a leányiskola a "Budapest Székesfővárosi Leányiskola és Háztartási Irányú Ismétlő Népiskola" nevet vette fel. 5 év múlva a fiúiskola épületében helyet kapott a "Budapest Székesfővárosi VI. kerületi Felsőerdősori Műszaki szakirányú Községi Iparostanonc Fiúiskola".
1946-1948 között a lebombázott iskolát újjáépítették. Az új neve Fővárosi Állami Általános Fiúiskola lett.
Az 1960/61-es tanévben a Fővárosi 12 évfolyamos iskola megalakult a Szinyei Merse Pál utca 7.-ben. 1960. szeptember 1-jén 5+1 rendszerben női szabás-varrás szakirányú, illetve lakatosipari képzés beindult a gimnáziumi tagozaton.
Az 1962-ben a 12 évfolyamos iskola egyesült a Szinyei Merse utca 7. és a Szinyei Merse utca 9. szám alatt működő két iskola Szinyei Merse Pál Általános Iskola és Gimnázium néven; tanulói létszám 1400 fő. Egy év múlva az iskolaépületet felújították (új tornaterem, nyelvi laboratórium, zsibongó kialakítása). 1964 júniusában tartották az első érettségi vizsgát (60 fő jelölt).
1985-től az általános iskolai tagozat leépült. Az 1987/88-es tanévben a tanulói létszám 918 fő volt; 5 alsó tagozatú, 8 felső tagozatú és 16 gimnáziumi osztály.
1985-ben indult az első emeltszintű német-spanyol tagozatos osztály Vass Ivánné vezetésével.

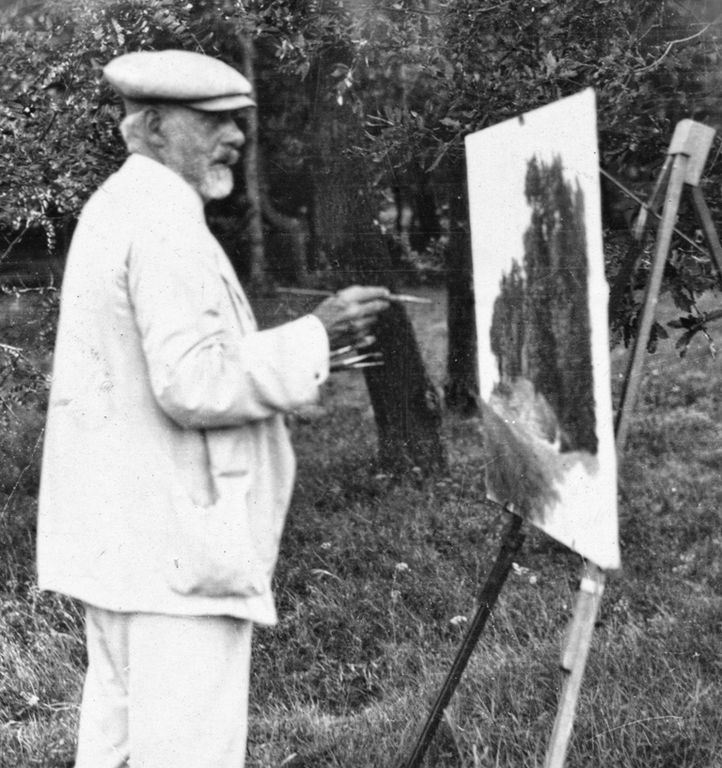
A gimnázium névadója, Szinyei Merse Pál festőművész Fonyódon 1916-ban)

Az 1992/93-as tanévben a tanulói létszám 705 fő. Alsó tagozat már nincs. A következő tanévben beindult a kémia-biológia tehetséggondozó 7. osztály.
Az 1995/96-os tanévben beindult egy nyolcosztályos gimnáziumi osztály. Az osztályok száma 22. Az iskola struktúrája kialakult. Felmenő rendszerben: egy nyolcosztályos gimnázium, egy tehetséggondozó hatosztályos és gimnáziumi osztályok működnek.
Az 1997/1998-as tanévben a fenntartóval egyetértésben már nem indult hatosztályos gimnáziumi osztály, kifutó rendszerben megszűnt. Marad a nyolcosztályos és a négyosztályos gimnáziumi képzés. Két nyolcosztályos gimnáziumi osztály indult, az egyikben az angolt, a másikban a német nyelvet kezdik tanulni a gyerekek.
1999 júniusában érettségizett az első hatosztályos kémia-biológia tagozatos osztály. 2002 júniusában érettségizett az utolsó hatosztályos kémia-biológia tagozatos osztály.
A 2004/2005-ös tanévre kialakult az új struktúra! Évfolyamonként 2-2 nyolcosztályos gimnáziumi, 2 négyosztályos gimnáziumi osztály: az egyik kémia-biológia speciális tantervű. Tanulói létszám 710 fő. Az érettségiig valamennyi diák tanulja az angol nyelvet. Még mindig tart az 1989-ben kialakított diákcsere kapcsolat a németországi Walsrode gimnáziummal.
2006 nyarán a műemlék-felügyelet az utcai homlokzat egy részét az eredeti állapotnak megfelelően helyreállította.
2006. szeptemberben angol nyelvi előkészítő osztály indult, heti 13 tanórában kapnak nyelvi képzést a diákok.
2007-től szünetel a nyolcosztályos gimnáziumi képzés.

## Könyvtára
A könyvtár már 1963-ban 7300 könyvet számlált. A könyvtárban az 1960-as, 1970-es, 1980-as évek szinte valamennyi jelentős szépirodalmi műve megtalálható, de napjaink alapvető irodalmi művei is rajta vannak a beszerzési listán. A könyvtári állomány jelenleg megközelítőleg 30 000 kötet. Az olvasóteremben komoly kézikönyvtári anyag segíti a tájékozódást. Általános és szaklexikonok, enciklopédiák, egy-egy tudományterület átfogó kézikönyvei, atlaszok, művészet albumok értelmező és többnyelvű szótárak egyaránt sorakoznak a polcon. Itt találhatóak a verseskötetek és folyóiratok is. A szépirodalom-teremben megtalálhatók napjaink Nobel-díjasainak művei is. Jelentős irodalomtudományi és irodalomtörténeti gyűjtemény található a terem egyik részében. A szakirodalom-teremben tantárgyakhoz, a tanuláshoz szükséges szakkönyvek, tankönyvek és pedagógiai segédkönyvek találhatók. A könyvtár számítógépes katalógusában az új könyvek mind kereshetők, de a régiek feldolgozása is folyamatban van. A katalógus elérhető az iskola belső számítógépes hálózatáról, így az épületen belül, minden olyan helyről információt nyerhetnek az érdeklődők a könyvtár állományéról, ahol számítógép van. A könyvtár az iskola weboldaláról is elérhető, ott aktuális információkat is tárolunk róla. 
A gimnázium könyvtárát minden, az iskola kötelékébe tartozó tanár és diák automatikusan igénybe veheti. A kölcsönzést megelőzi egy „könyvtári óra”, amelynek keretében a leendő könyvtárhasználók megismerkedhetnek a könyvtárral, a könyvtári házirenddel és a kölcsönzés szabályaival. Gyakori a tanórán tartandó előadásokra való felkészülés a könyvtárban. A könyvtárosok szívesen segítenek a különböző versenyekhez szükséges anyagok kikeresésében, legyen az a polcokon található könyv, vagy az interneten elérhető egyéb információ.

## Nagyobb nyilvánosságot kapott események
2017. január 20-án a gimnázium diákjai súlyos buszbalesetet szenvedtek Verona közelében, miközben sítáborból tartottak hazafelé. 16 diák és szülő meghalt. Január 23-át a miniszterelnök Nemzeti Gyásznappá nyilvánította. Együttérzését fejezte ki Áder János, Orbán Viktor és több magyar politikus, továbbá Ferenc pápa, Vlagyimir Putyin orosz elnök, Jean-Claude Juncker, az Európai Bizottság elnöke, Antonio Tajani, az Európai Parlament elnöke, Angela Merkel német kancellár és az olasz, a szerb, illetve a szlovák miniszterelnök is.
2022. január 24-én az Átlátszó.hu internetes oldal közölt egy cikket, miszerint a gimnázium egyik tanára egy közösségi oldalon felnőtt tartalmakat lájkolt nyilvánosan, hazakísért egy diáklányt, a lánytanulók arra panaszkodtak, hogy „kellemetlenül bámulta a testüket”. A vezetőséghez több jelzést is tettek, ami érdemi változást nem eredményezett a tanár magatartásában. A tanárt néhány diákja egy álprofil segítségével lépre csalta, ami azt eredményezte, hogy a tanár a nemi szervéről készült fotókat küldött egy közösségi médiaplatformon a diákok által kreált fiktív kiskorú személynek. A vezetőség a tanárt eltávolította az iskolából, rendőrségi feljelentést tett ellene, ugyanakkor fegyelmi eljárást indított két diák ellen „a tanár személyi méltóságának megsértése” miatt. A médiabotrány óta az ügyben rendőrségi nyomozás indult.

## Szinyeis napok
A minden év márciusában tartják a Szinyeis napok rendezvényt. A különböző osztályok programokat rendeznek (pl. teaházat, éttermet stb.), majd fogadják a többi osztályt. Délután, este is van elfoglaltság, pl. kaszkadőrbemutató és koncert. Az ezen a napon megkeresett pénzt általában osztálypénzbe teszik vagy közös megegyezéssel elköltik valamire.
A SZIN korábbi hagyományaihoz hozzá tartozott a Tanár - Diák kosárlabdamérkőzés, valamint az igazgató választás.

## Az iskola híres diákjai
- Benda Iván (1949–) fotográfus, zenész
- Bajor Imre (1957–2014) színművész
- Dénes András (1963–2023) sportújságíró, sportvezető
- Dénes Tamás (1963–) sportújságíró, sporttörténész
- Dolák-Saly Róbert (1955–) író, zeneszerző, szövegíró, költő, színész, humorista
- Fábri Péter (1953–) író, költő, dalszövegíró, műfordító
- Fenyő Iván (1979–) színművész
- Fodor Gábor (1964–) villamosmérnök, az MTA doktora, az IEEE Stephen O. Rice Prize kitüntetettje, IEEE Fellow
- Horváth Attila (1952) táncdalénekes
- Jónás Judit (1964–) Domján Edit-díjas színésznő, a Magyar Köztársasági Arany Érdemkereszt kitüntetettje
- Kanda Pál (1964–) színész
- Muck Éva (1996–) basszusgitáros, a Queen of Stings verseny győztese
- Németh László (1951-) kosárlabda edző, a Eurocamp Basketball alapítója, egyetemi tanár Chicesterben
- Palvin Barbara (1993–) divatmodell